# Aldeanueva de Guadalajara
Aldeanueva de Guadalajara es un municipio y localidad española de la provincia de Guadalajara, en la comunidad autónoma de Castilla-La Mancha. El término municipal tiene una población de 106 habitantes (INE 2024).

## Geografía
La localidad está situada a una altitud de 946 m sobre el nivel del mar.
| Noroeste: Valdenoches (Guadalajara) | Norte: Torija  | Noreste: Valdegrudas |
| Oeste: Valdenoches (Guadalajara)    |                | Este: Atanzón        |
| Suroeste: Valdenoches (Guadalajara) | Sur: Centenera | Sureste: Atanzón     |

## Historia
Municipio de Guadalajara que se constituyó en el siglo XII en tiempos de la reconquista por inmigrantes de otras zonas ya conquistadas en la comarca. "Aldeanueva" fue el nombre original; más tarde, en 1630 cambiará su denominación, llamándose Santa Fe. Posteriormente en el siglo XVIII, vuelve a nombrarse como Aldeanueva, pero debido a los numerosos pueblos llamados así, para diferenciarlo y evitar problemas en la llegada del correo, se le añade el término "de Guadalajara". Quedando establecido su nombre actual, como "Aldeanueva de Guadalajara".
Existe constancia de que en el siglo XVII, Aldeanueva fue comprada por Nuño de Córdoba y Bocanegra, hijo de Francisco Pacheco de Córdoba y Bocanegra, marqués de Villamejor y de Juana de Colón de Toledo y de la Cueva.
A finales del siglo XVII la villa de Aldeanueva pertenecía a Matias Florez de Aldana y Carvajal del que heredarían Maria Gregoria Florez y Chávez y su esposo Vicente de Vera y Moztezuma. Como tal, el estado de señorío obligaba a los pobladores de la villa de Aldeanueva a darles a sus señores sesenta y dos gallinas y un gallo al año, para poder ser autónomos en la justicia y en el nombramiento de los dichos oficiales municipales, de ahí la aparición del gallo en la más moderna heráldica municipal.
Hacia mediados del siglo XIX, el lugar tenía contabilizada una población de 366 habitantes. La localidad aparece descrita en el primer volumen del Diccionario geográfico-estadístico-histórico de España y sus posesiones de Ultramar de Pascual Madoz de la siguiente manera:

ALDEANUEVA DE GUADALAJARA: v. con ayunt. de la prov., adm. de rent. y part. jud. de Guadalajara (2 1/2 leg.), aud. terr. y c. g. de Madrid (12 1/2), dióc. de Toledo (24 1/2): sit. en un llano prolongado de S. á N. y muy corto de E. á O., combatido de todos los aires, porque no tiene ninguna altura que le domine en muchas leg.; de clima sano y frio, y las enfermedades que se sufren son agudas. Tiene 84 casas de un solo piso, 6 de ellas regulares, que forman calles de imperfecta alineacion, mal empedradas y de 7 varas de anchura; escuela de primeras letras elemental incompleta, servida por un maestro que á la vez desempeña la sacristia, y secretaria de ayunt.; percibe por el primer concepto 24 fan. de trigo, que pagan las familias de los 21 alumnos que concurren, casa municipal, cárcel, igl. parr. sólida, muy ant. sit. al N. de la pobl. bajo la advocacion de la Asuncion de Ntra. Sra. servida por un cura párroco de provision ordinaria en concurso general; y en los afueras 400 pasos al S. la ermita de la Soledad: á la espalda de la igl. el cementerio; 30 pasos mas adelante en la misma direccion, una fuente pública con lavadero de piedra, de la cual se surte el vecindario; dos manantiales abundantes en el sitio del Saz, camino de Atanzon en el que se da agua al ganado vacuno, y otro en el de Centenera en donde van á curar los vec. sus lienzos caseros. Confina el térm. por N. con el de Torija; E. con el de Valdegrudas, S. con Centenera y Atanzon, y O. con el de Valdenoches: se estiende 14 leg. próximamente por todos los puntos; comprende unas 3,000 fan. de las que se cultivan la mitad, y el resto permanece para pastos, y bosques de árboles y maleza: en la parte S., confinante con Atanzon, se halla en una altura el desp. de S. Márcos, y lo fertiliza un arroyo que nace en Valdegrudas, part. de Brihuega en el sitio de las Fuentes: sigue su curso por Centenera, pasa á 1/4 leg. del pueblo, de E. á S. dejándolo á su der. da movimiento á un molino harinero: cria cangrejos, y desagua en el r. Hungria térm. de Lupiana. el terreno es en la mayor parte de cuestas y collados, algo de llanura y la vega que tiene 1/2 leg. de estension: esta es muy productiva, de riego, con las aguas del arroyo, y no se la deja descansar; abunda en leñas en el monte de roble que pertenece á los propios; los caminos son de herradura y se hallan en estado regular: se recibe la correspondencia en Guadalajara. prod.: trigo, cebada, avena, centeno, judias, patatas, almortas, lentejas, aceito y vino: hay 400 cab. de ganado lanar, 40 de cerda, 30 pares de mulas, 10 de bueyes para la labor, y caza de todas clases: pobl.: 96 vec. 366 alm.: cap. prod.: 2.164,225 rs.: imp.: 116,422: contr.: 6,139 rs. 17 mrs.: presupuesto municipal 3,846 del que se pagan 250 rs. por gratificacion al secretario de ayunt., y se cubre con el prod. de propios y arbitrios: los primeros consisten en la renta de 65 fan. de trigo por el molino harinero, la de 40 fan. de tierra roturadas en la deh., 66 rs. del arrendamiento de una casa llamada pontifical; 500 rs. por el prod. de pastos, 2,000 rs. cada 9 años por la corta del monte, y el resto por repartimiento vecinal. Solo se sabe de su historia que se llamó antiguamente Santa Fé, pues los papeles del archivo solo contienen cuentas y otros documentos insignificantes: ofrece muy poco interés por estar separado de todas las carreteras.
(Madoz, 1845, p. 503)

## Demografía
Aldeanueva de Guadalajara cuenta con una población de 106 habitantes (INE 2024).

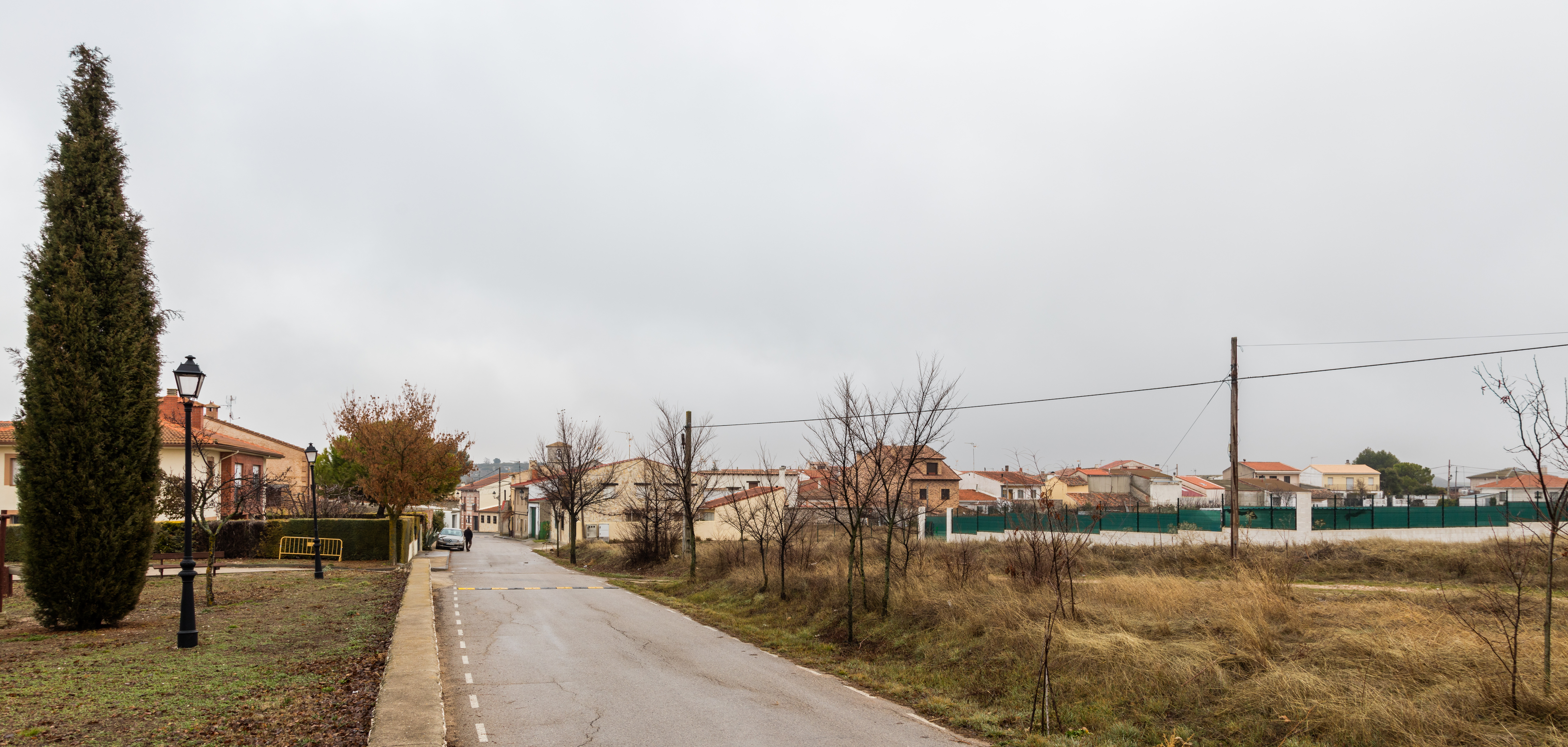
Entrada a la localidad

| Gráfica de evolución demográfica de Aldeanueva de Guadalajara entre 1842 y 2021                                     |
| |
| Población de derecho según los censos de población del INE Población de hecho según los censos de población del INE |

## Patrimonio
La iglesia de nuestra señora de la Asunción, es una iglesia rural de repoblación, realizada con las técnicas y estructuras románicas alternadas con elementos mudéjares. Es decir, está fundamentado en la reconquista y la posterior repoblación y cristianización. Perfectamente restaurada en el año 1973, presenta en el muro sur un atrio portricado que cobija una puerta románica de dos arquivoltas y detalles mudéjares (entrelazo). El interior, de una nave se divide en varios tramos por arcos fajones apuntados de ladrillo, y el ábside se cubre con bóveda semiesférica y se abre con tres pequeñas ventanas. Conserva en el muro de la sacristía un fresco de La Piedad del siglo XVI.

## Símbolos
El escudo heráldico que representa al municipio fue aprobado oficialmente el 18 de diciembre de 1991 con el siguiente blasón:

Escudo español, de oro, un gallo de gules acompañado en dos líneas puestas en palo con la palabra ALDEA NUEVA. En punta recortados dos cuarteles: el primero de gules con un castillo de oro mazonado de sable, y el segundo de plata, con un león rampante de gules. Al timbre, Corona Real cerrada.
Diario Oficial de Castilla-La Mancha n.º 97 de 26 de diciembre de 1991

## Fiestas locales
- Fiestas patronales de San Roque (16 de agosto)
- San Isidro (15 de mayo)
- Santa Lucía (13 de diciembre)